# 古兜温泉

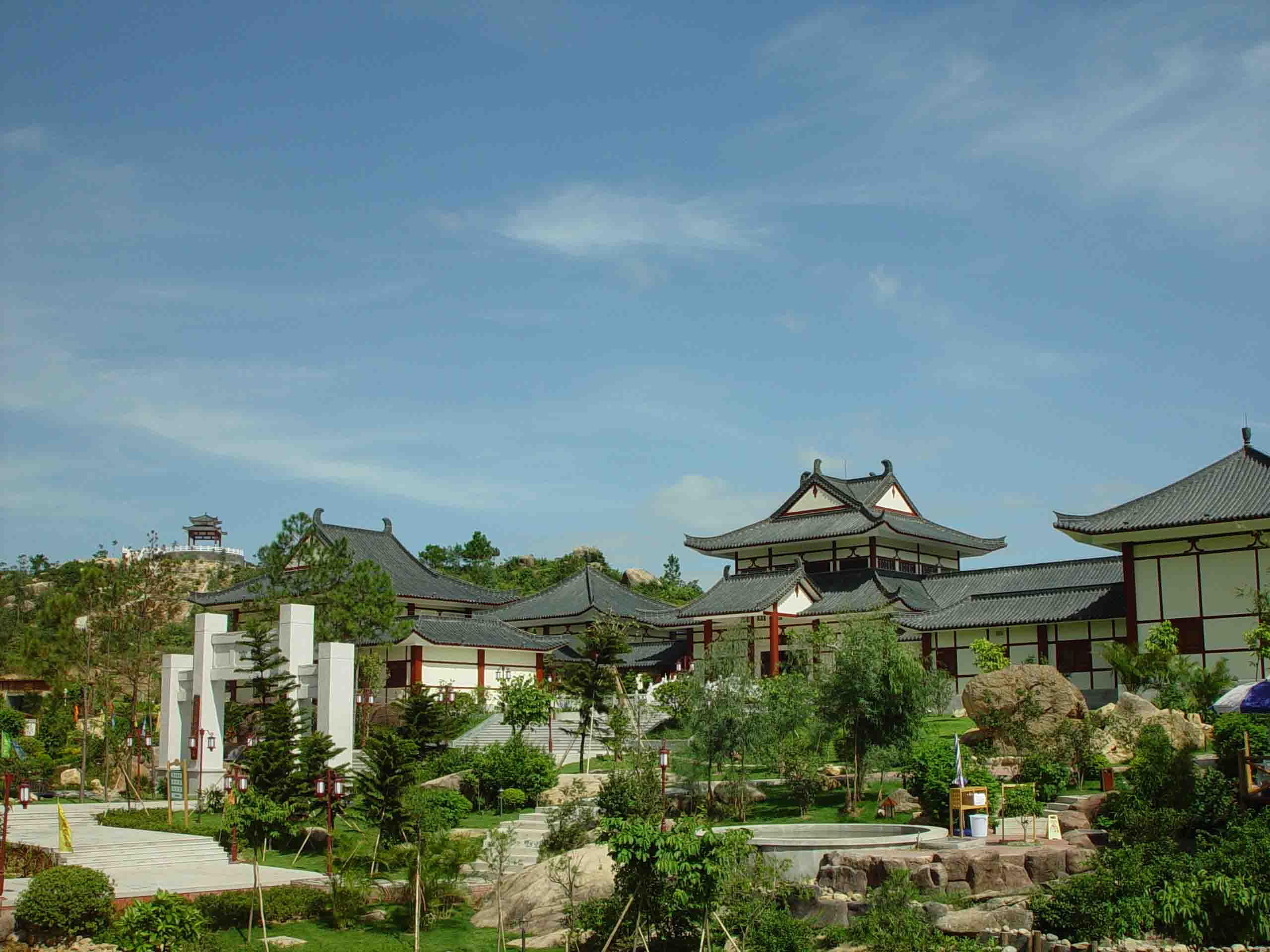
古兜溫泉---唐宫外景

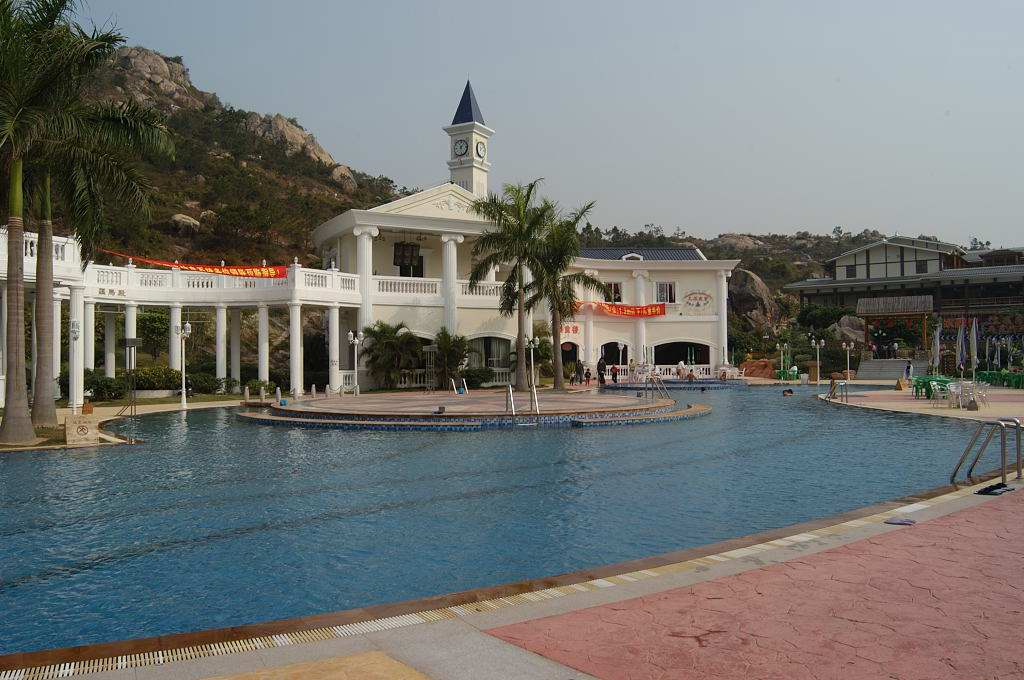
古兜溫泉---温泉水游泳池

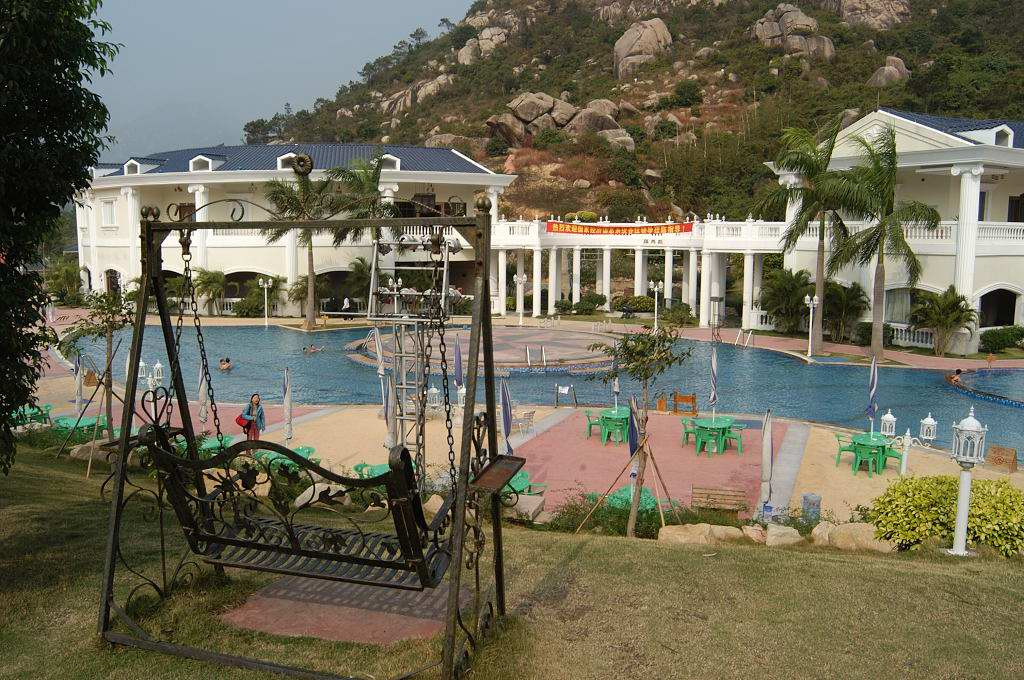
古兜溫泉---游泳池边情侣椅

古兜温泉渡假村位於中華人民共和國廣東省江门市新会區大广海湾经济区崖門鎮古兜山的脚下，是中国国家4A级旅游景区。

## 歷史

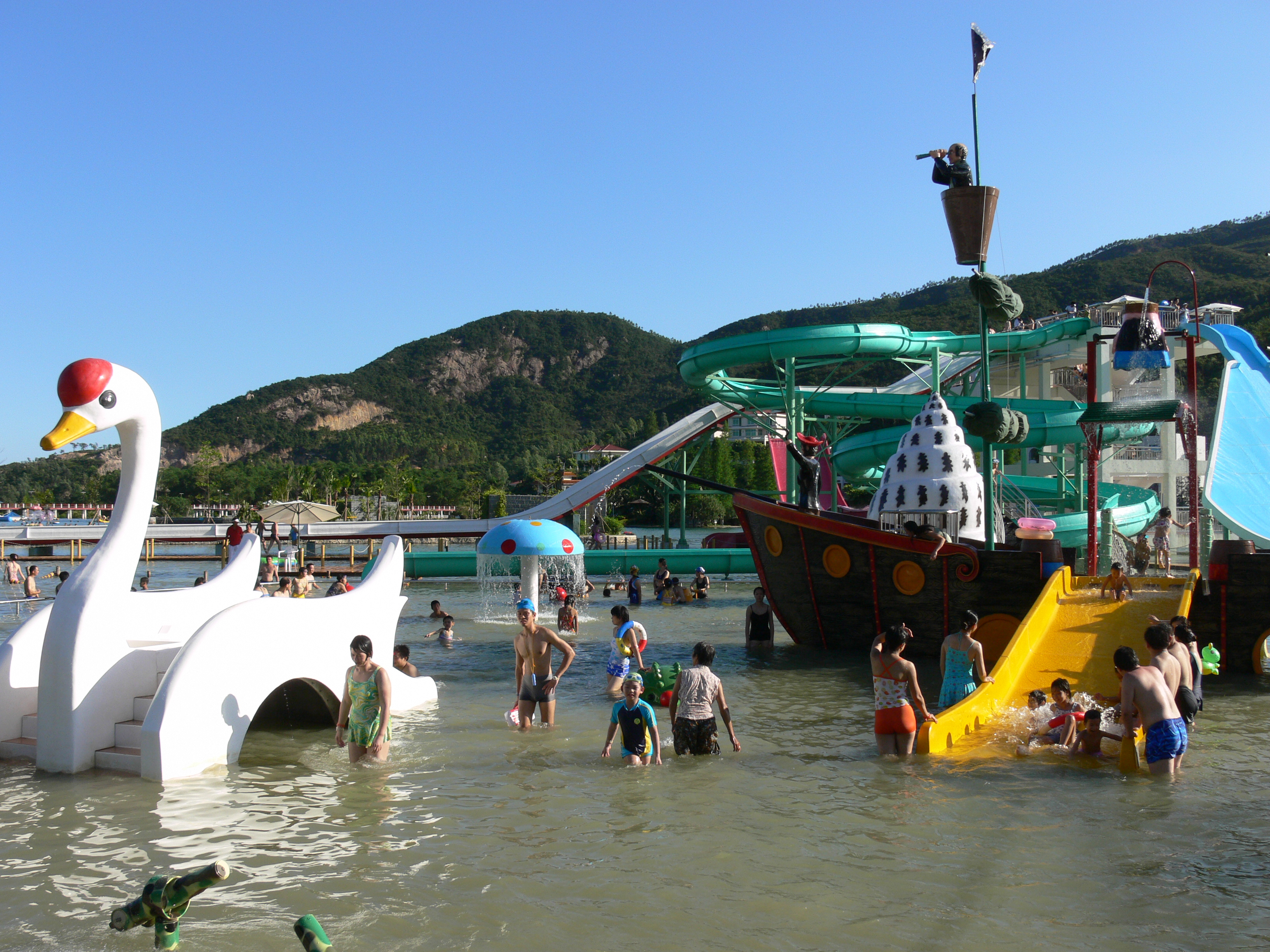
古兜---水世界

古兜山峰狮子头海拔982米，为五邑侨乡较高山峰。古兜山曾经是山贼的藏身之所，他们无恶不作，至今还有部份证据留在古兜山上的。如今古兜山已兴建了水库、发电站、安装了28台发电机，使昔日荒山变成了可造福人类的地方。如今，古兜山又开办了度假旅游区就现今的古兜度假村，吸引众多游客来到古兜观光游玩。

### 古兜景区分类

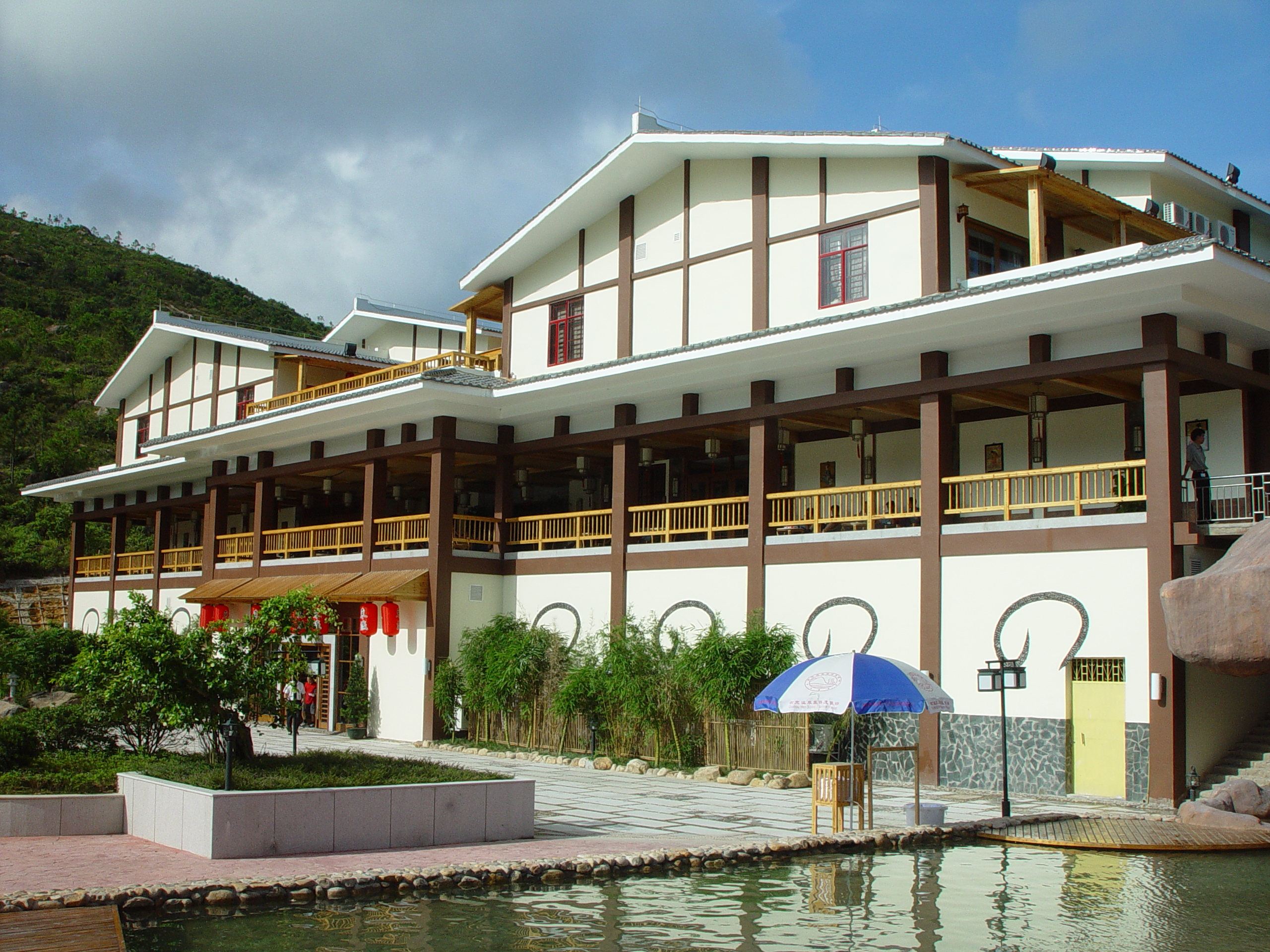
古兜溫泉---東瀛閣

- 温泉谷(唐官，东瀛阁，罗马殿)
- 古兜马场
- 温泉岛别墅区
- 古兜农庄
- 国际会议中心
- 古兜欢乐水世界
- 古兜温泉新翼酒店

### 鄰近景点
- 圭峰山國家森林公園
- 北峰山國家森林公園
- 小鸟天堂國家濕地公園
- 银湖湾湿地公园
- 崖门古战场

### 叁见
- 中国国家4A级旅游景区
- 江门市
- 新会区
- 古兜山

## 圖集

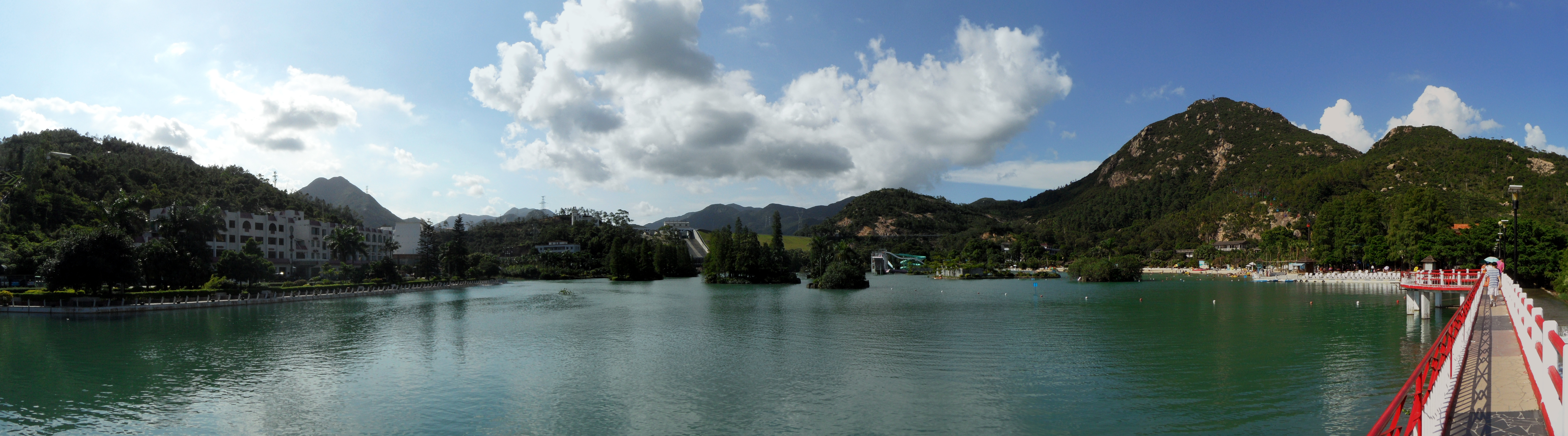
广东省江门市新会古兜温泉度假区景色
广东省江门市新会区古兜温泉度假区景色
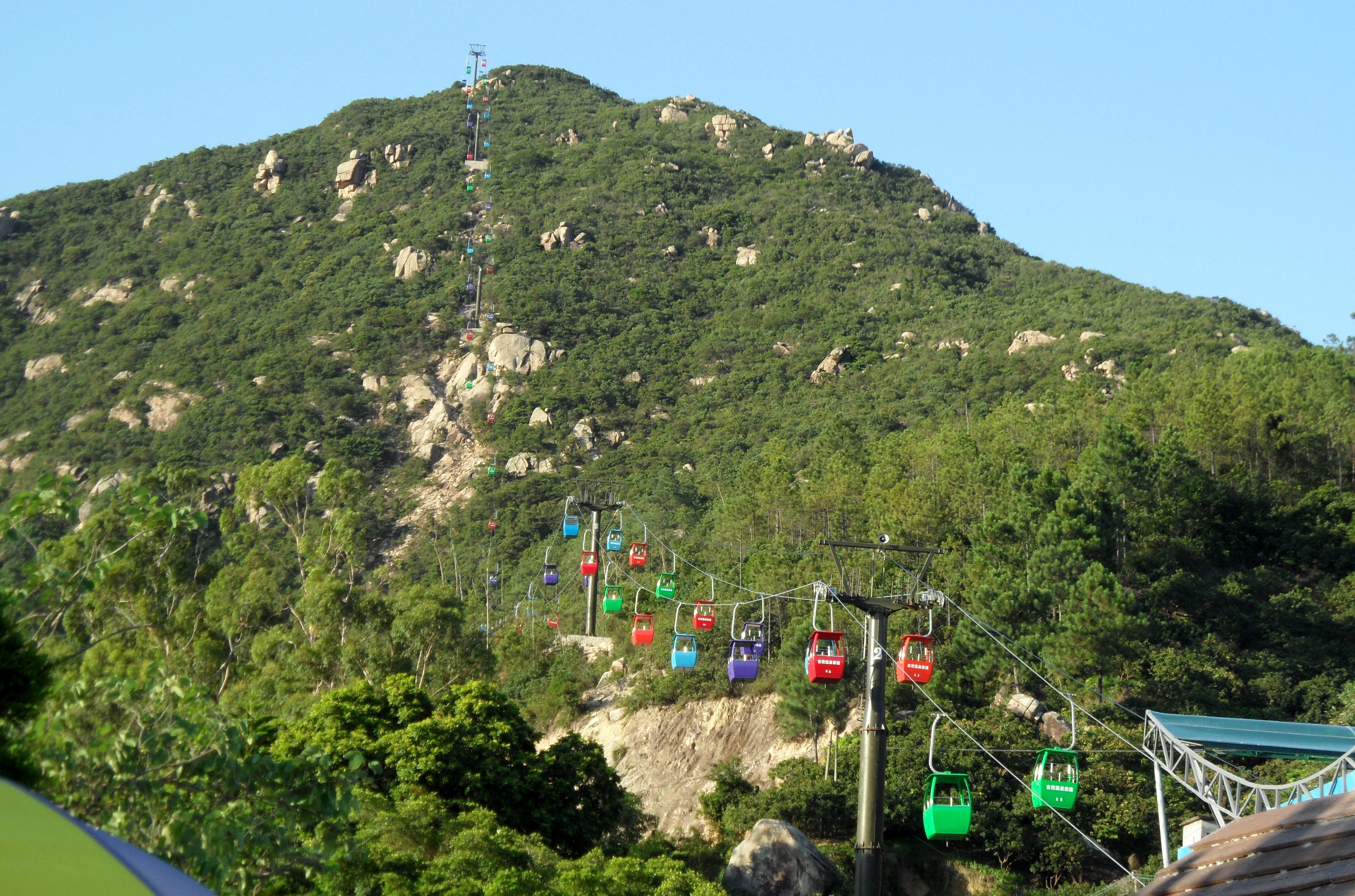
广东省江门市新会古兜温泉度假区景色

## 外部連結
- 官方網頁 （页面存档备份，存于）